# Estàtua d'Arariboia
L'Estàtua d'Arariboia és un monument en memòria del cacic Arariboia, fundador de la ciutat de Niterói, única ciutat brasilera fundada per un amerindi. El cacic Arariboia fou un heroi de la guerra de la Confederació dels Tamoios i de l'expulsió dels francesos de la colònia França Antàrtica. El monument és al centre de Niterói, enfront del carrer de la Concepció.
Va ser inaugurat en commemoració al 4t Centenari de la ciutat i substituí un bust de bronze del cacic que era en aquell lloc.
L'estàtua de cos sencer gira el cap cap a l'estació de les barques i cap a la ciutat de Rio de Janeiro i presenta Arariboia mig nu, amb un vestit típic, amb una expressió tancada i els braços encreuats.
Diu la tradició que Arariboia estaria en posició de vigilància, per protegir la ciutat d'invasores vinguts del mar i de l'un altre costat de la Badia de Guanabara.